# Brahmadeva
Brahmadeva (1060 – 1130) was een Indiase wiskundige. 
Brahmadeva was de zoon van Candrabudha. Zijn familie stamde uit het Mathura district in Uttar Pradesh in Noord-India. Zijn familie behoorde tot de hoogste kaste, die der Brahmanen. 
Hij was de auteur van de Karanaprakasa, een commentaar op de Aryabhatiya van  Aryabhata. De inhoud van de Karanaprakasa gaat onder andere over trigonometrie en de toepassing daarvan in de astronomie. De 'Karanaprakasa' bestaat uit negen hoofdstukken en volgt daarin de 'Aryabhatiya'. Onderwerpen in dit werk betreffen onder andere trigonometrie en de toepassing daarvan in de astronomie, de astronomische lengte van de planeten, zons- en maansverduisteringen, het wassen van de maan en de conjunctie van de planeten
In verschillende delen van India waren verschillende commentaren op de 'Aryabhatiya' populair. Brahmadeva's commentaar schijnt vooral populair te zijn geweest in Chennai, Mysore en Maharastra. De belangrijkste commentaren op de 'Aryabhatiya' werden op hun beurt het uitgangspunt voor  verdere vervolgcommentaren en dit gebeurde ook met de 'Karanaprakasa'. Tot in de zeventiende eeuw verschenen er commentaren op dit werk van Brahmadeva.
- Gemeinsame Normdatei: 1053385730
- International Standard Name Identifier: 0000 0003 9585 6989
- Library of Congress Control Number: n89298169
- Nederlandse Thesaurus van Auteursnamen: 17429378X
- Système universitaire de documentation: 243015712
- Virtual International Authority File: 290625451
- WorldCat: E39PBJk4D6VK8P6f46qCMvppT3